# Debbie Harry
Deborah "Debbie" Ann Harry, nascida Angela Trimble (Miami, 1 de julho de 1945) é uma cantora e compositora dos Estados Unidos. Ganhou fama por ser a vocalista e líder da banda de new wave Blondie. Após o despertar ao sucesso, Deborah desenvolveu carreira solo como cantora, gravando cinco álbuns e também como atriz, atuando em mais de sessenta filmes e programas de televisão.

## Biografia
Nascida com o nome de Angela Trimble em Miami, Flórida, foi adotada aos três meses de idade por Richard Smith Harry e Catherine (nascida Peters), proprietários de uma loja de presente em Hawthorne, Nova Jérsei, e renomeada Deborah Ann Harry. Ela descobriu sobre sua adoção aos quatro anos de idade e mais tarde, no final dos anos 1980, ela encontrou sua mãe biológica, uma pianista de concerto, que optou por não estabelecer um relacionamento com Harry. Frequentou a Hawthorne High School, onde foi eleita a "Mais Bonita" da classe, graduando-se em 1963. Graduou-se em artes na Centenary College em Hackettstown em 1965.

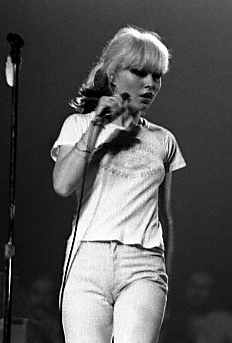
Debbie em apresentação com os Blondie, em 1977.

Antes de iniciar sua carreira musical, mudou-se para Nova Iorque no final dos anos 1960, e trabalhou lá como secretária no escritório da BBC Radio por um ano.  Mais tarde, trabalhou como garçonete no Max's Kansas City, dançarina em uma discoteca de Union City e também como coelhinha da Playboy.

## Carreira

### 1966–1975: Primeiros projetose formação do Blondie
No final da década de 1960, Harry começou sua carreira musical como cantora de apoio do grupo folk rock, The Wind in the Willows,  que lançou um álbum homônimo em 1968 pela Capitol Records. Em 1973, Harry se juntou a banda "The Stilettos", com Elda Gentile e Amanda Jones. Pouco depois, a banda adicionou o guitarrista Chris Stein.
Em 1974, Harry e Stein deixaram o "The Stilettos" (junto com o baixista e o baterista da banda) e formaram o "Angel and the Snake" com Tish Bellomo e Snooky Bellomo. Pouco depois, eles mudaram o nome da banda para Blondie, pois era como o público e os contratantes se referiam a Debbie. A banda rapidamente se tornou frequentadora assídua do Max's Kansas City e do CBGB na cidade de Nova York.

### 1976–1980: Sucesso global
Blondie lançou seu álbum de estreia autointitulado em 1976, e em 1977, seu segundo álbum, Plastic Letters, mas foi terceiro álbum, Parallel Lines (1978), que catapultou o grupo para o sucesso internacional; O álbum trouxe o sucesso global "Heart of Glass ". No auge do domínio das discotecas, a faixa alcançou o primeiro lugar  na Billboard Hot 100 nos Estados Unidos e vendeu quase dois milhões de cópias. Também alcançou o primeiro lugar  no UK Singles Chart  do Reino Unido, e foi o segundo single mais vendido de 1979. Em junho de 1979, Blondie foi destaque na capa da Rolling Stone; Com sua beleza, escolha ousada de roupas e cabelo loiro descolorido em dois tons, Harry rapidamente se tornou um ícone punk. O sucesso da banda continuou com o lançamento do álbum Eat to the Beat, em setembro.
Autoamerican foi lançado em 1980. Blondie teve outros sucessos nº  1 com "Call Me" ( tema do filme American Gigolo) (nº  1 nos EUA e Reino Unido), "Atomic" (nº  1 no Reino Unido), "The Tide Is High" (nº  1 nos EUA e Reino Unido) e "Rapture" (nº  1 nos EUA).

### 1981–1989: Carreira solo e atuação
Em 1981, Harry começou sua carreira solo com o álbum KooKoo. O álbum alcançou a posição nº  25 nos EUA e nº  6 no Reino Unido;  e mais tarde foi certificado ouro nos EUA e prata no Reino Unido. A arte da capa do álbum foi controversa, mostrando Harry aparentemente com espetos no rosto, e muitas lojas se recusaram a exibi-los nas prateleiras. "Backfired", o primeiro single do álbum, alcançou a posição nº  43 na Billboard Hot 100; "The Jam Was Moving" foi lançado como o segundo single e alcançou a posição nº 82 nos EUA. No mesmo ano, Harry apareceu no filme Downtown 81.
Após um hiato de um ano, o Blondie se reagrupou e lançou seu sexto álbum de estúdio, The Hunter (1982). O álbum não fez tanto sucesso quanto seus trabalhos anteriores, e uma turnê mundial foi interrompida devido à baixa venda de ingressos. Foi nessa época que Stein também adoeceu gravemente com a rara doença autoimune pênfigo. Sua doença, juntamente com a queda nas vendas e conflitos internos, levaram à separação da banda. Já a carreira solo de Harry desacelerou enquanto ela cuidava do parceiro doente. Em 1983, ela lançou o single "Rush Rush", produzido para a trilha sonora do filme Scarface. No mesmo ano, Harry teve um papel principal no filme de terror corporal Videodrome, de David Cronenberg, interpretando a amante sadomasoquista de um produtor de televisão que descobre uma produção underground de filmes snuff. Harry recebeu ótimas críticas por sua atuação no filme.
Um novo single, "Feel The Spin", foi lançado em 1985, e alcançou a posição nº  5 na parada Dance da Billboard. Em 1986, Harry lançou seu segundo álbum solo, chamado Rockbird, que alcançou a posição nº  97 nos EUA e nº  31 no Reino Unido, onde recebeu certificado ouro da BPI. O single "French Kissin' in the USA" deu a Harry seu único hit solo no top 10 do Reino Unido (nº  8) e fez um sucesso moderado nos EUA (nº  57). Outros singles lançados do álbum foram "Free to Fall" e "In Love with Love". Em 1987, Harry estrelou ao lado de Alec Baldwin no filme de comédia e mistério Forever, Lulu, interpretando o personagem-título.
Em 1988, Harry interpretou Velma Von Tussle no filme satírico de dança Hairspray, de John Waters. No mesmo ano, gravou "Liar, Liar", para a trilha sonora do filme Married to the Mob. Seu próximo álbum solo, Def, Dumb and Blonde, foi lançado em 1989. Nesse ponto, Harry escolheu "Deborah" como seu nome profissional. O primeiro single, "I Want That Man", foi um sucesso na Europa e na Austrália e nas paradas de rock moderno dos EUA.

### 1990–1999: Retorno do Blondie
Em 1990, ela teve um papel coadjuvante no filme Tales from the Darkside: The Movie. Em 1991, foi lançada uma compilação na Europa intitulada The Complete Picture: The Very Best of Deborah Harry and Blondie, contendo sucessos com o Blondie, bem como seus sucessos solo; O álbum alcançou o terceiro lugar na parada de álbuns do Reino Unido e ganhou um disco de ouro. O álbum também incluiu seu dueto com Iggy Pop da música "Well, Did You Evah!" do álbum de caridade Red Hot + Blue AIDS, de 1990.  Durante a década de 1990, Harry trabalhou como vocalista convidada em vários projetos.
Seu quarto álbum solo, Debravation, foi lançado em julho de 1993; Também em 1993, Harry teve um papel coadjuvante em um segmento dirigido por John Carpenter do filme de terror antológico Body Bags. Em 1994, ela gravou um dueto com o ator Robert Jacks intitulado "Der Einziger Weg (The Only Way)", que virou tema para o filme de terror Texas Chainsaw Massacre: The Next Generation. Em 1995, Harry co-estrelou o longa Heavy, interpretando uma garçonete no interior de Nova York. No ano seguinte, ela filmou Cop Land (1997), um thriller no qual ela interpretou uma barman.
Em 1997, o Blondie volta a trabalhar pela primeira vez em 15 anos; As sessões em estúdio levaram ao sétimo álbum de estúdio da banda, No Exit (1999). O single principal do álbum, "Maria", foi um sucesso mundial, estreou em primeiro lugar  no Reino Unido, sendo esse seu sexto hit número  1 no Reino Unido; "Maria" também alcançou o primeiro lugar  em 14 paíse. No Exit estreou em terceiro lugar  no Reino Unido e em  17º nos EUA.

## Vida pessoal
Harry estave em um longo relacionamento com o guitarrista do Blondie, Chris Stein. O casal se separou em 1987, mas eles continuaram amigos. Em 2011, Harry disse que ela e Stein eram ambos usuários de drogas durante seu relacionamento, e que eles passaram um tempo em uma clínica de reabilitação e superaram o vicio juntos. Harry é madrinha das duas filhas de Stein.
Em 2014, Harry revelou que teve vários relacionamentos com mulheres na juventude.
Em seu livro de memórias de 2019, Face It: A Memoir, Harry descreve ter sido estuprada sob a mira de uma faca durante um assalto à casa que ela dividia com Stein, durante a década de 1970. Ela também escreveu que, no início da década de 1970, o assassino em série Ted Bundy a atraiu para seu carro na cidade de Nova York, mas ela escapou.

## Filantropia
Em uma entrevista de 2011, Harry disse que depois de testemunhar Elton John e "seus esforços incansáveis contra o HIV/AIDS durante a década de 1980", essa se tornou sua principal prioridade. Ela disse: "Essas coisas são importantes para minha vida agora. Tenho o privilégio de poder ajudar, então eu o faço. Aplaudo pessoas como Elton John, que usam sua posição para fazer tanto bem." Outras causas que ela apoia, é o combate ao câncer, à endometriose e a preservação do meio ambiente.

## Discografia

### Com oBlondie
- ver artigo discografia de Blondie

### Com oThe Wind in the Willows
- The Wind in the Willows (1968)

### Solo
- Koo Koo (1981)
- Rockbird (1986)
- Def, Dumb and Blonde (1989)
- Debravation (1993)
- Necessary Evil (2007)

### Compilações
- Once More into the Bleach (Debbie Harry e Blondie) (1988)
- The Complete Picture: The Very Best of Deborah Harry and Blondie (1991)

- Deborah Harry Collection (1998)
- Most of All - The Best of Deborah Harry (1999)
- French Kissin' - The Collection (2004)

## Filmografia

### Filmes
| Ano  | Titulo                                           | Personagem                    | Notas                            |
| ---- | ------------------------------------------------ | ----------------------------- | -------------------------------- |
| 1975 | Deadly Hero                                      | Cantora                       | Não creditada                    |
| 1976 | Unmade Beds                                      | Blondie                       |                                  |
| 1978 | The Foreigner                                    | Dee Trik                      |                                  |
| 1980 | Union City                                       | Lillian                       |                                  |
| 1980 | Roadie                                           | Ela mesma                     |                                  |
| 1981 | Downtown 81                                      | Fada madrinha                 |                                  |
| 1983 | Wild Style                                       | Ela mesma                     | Segmento: "The Party"            |
| 1983 | Videodrome                                       | Nicki Brand                   |                                  |
| 1984 | Rock & Rule                                      | Angel                         | Voz                              |
| 1984 | Terror in the Aisles                             | Nicki Brand                   | Imagens de arquivo               |
| 1987 | Forever, Lulu                                    | Lulu                          |                                  |
| 1988 | Satisfaction                                     | Tina                          |                                  |
| 1988 | Hairspray                                        | Velma Von Tussle              |                                  |
| 1989 | New York Stories                                 | Garota no Beco Sem Saída      | Segmento: "Life Lessons"         |
| 1990 | Tales from the Darkside: The Movie               | Betty                         | Segmento: "The Wraparound Story" |
| 1990 | Mother Goose Rock 'n' Rhyme                      | Velha que morava em um sapato | Telefilme                        |
| 1991 | The Real Story of O Christmas Tree               | Anneka                        | Voz; Curta-metragem              |
| 1991 | Intimate Stranger                                | Cory Wheeler                  | Telefilme                        |
| 1993 | Body Bags                                        | Enfermeira                    | Telefilme; segmento: "Hair"      |
| 1994 | Rakthavira                                       | Narradora                     | Curta-metragem                   |
| 1994 | Dead Beat                                        | Mrs. Kurtz                    |                                  |
| 1995 | Heavy                                            | Delores                       |                                  |
| 1995 | Sandman                                          | —                             | Curta-metragem                   |
| 1996 | Drop Dead Rock                                   | Thor Sturmundrang             |                                  |
| 1997 | Cop Land                                         | Delores, a barman             |                                  |
| 1997 | Six Ways to Sunday                               | Kate Odum                     |                                  |
| 1997 | L.A. Johns                                       | Madam "Jacq" Jacqueline       | Telefilme                        |
| 1998 | Joe's Day                                        | —                             |                                  |
| 1999 | Zoo                                              | Dorothy, a garçonete          |                                  |
| 2000 | Red Lipstick                                     | Ezmeralda                     |                                  |
| 2001 | The Fluffer                                      | Marcella                      |                                  |
| 2002 | Deuces Wild                                      | Wendy                         |                                  |
| 2002 | Spun                                             | Vizinha                       |                                  |
| 2002 | All I Want                                       | Ma Mabley                     |                                  |
| 2003 | My Life Without Me                               | A mãe de Ann                  |                                  |
| 2003 | A Good Night to Die                              | Madison                       |                                  |
| 2003 | The Tulse Luper Suitcases Part 1: The Moab Story | Fastidieux                    |                                  |
| 2005 | Honey Trap                                       | A advogada                    | Curta-metragem                   |
| 2005 | Patch                                            | Belinda                       | Curta-metragem                   |
| 2005 | I Remember You Now...                            | Margaret                      | Curta-metragem                   |
| 2006 | Full Grown Men                                   | Beauty                        |                                  |
| 2007 | Anamorph                                         | Vizinha                       |                                  |
| 2008 | Elegy                                            | Amy O'Hearn                   |                                  |
| 2009 | The Mystery of Claywoman                         | Simone                        | Curta-metragem                   |
| 2011 | Pipe Dreams                                      | Norah                         | Curta-metragem                   |
| 2012 | Believe the Magic                                | Ela mesma                     | Curta-metragem                   |
| 2014 | River of Fundament                               | Ela mesma                     | Cantando Wake Guest              |
| 2018 | Bad Reputation                                   | Ela mesma                     | Documentário                     |
| 2019 | Deborah Harry Does Not Like Interviews           | Ela mesma                     | Documentário                     |

### Televisão
| Ano       | Titulo                        | Personagem                   | Notas                               |
| --------- | ----------------------------- | ---------------------------- | ----------------------------------- |
| 1980      | The Muppet Show               | Ela mesma                    | Episódio: "Debbie Harry"            |
| 1981      | Saturday Night Live           | Apresentadora                | Season 6, Episódio 10               |
| 1987      | Saturday Night Live           | Convidada musical            | Season 12, Episódio 9               |
| 1987      | Andy Warhol's 15 Minutes      | Ela mesma                    | Episódio 4                          |
| 1987      | Crime Story                   | Bambi                        | Episódio: "Top of the World"        |
| 1987      | Tales from the Darkside       | Sybil                        | Episódio: "The Moth"                |
| 1989      | Wiseguy                       | Diana Price                  | 3 episódios                         |
| 1991      | Monsters                      | Dr. Moss                     | Episódio: "Desirable Alien"         |
| 1992      | The Adventures of Pete & Pete | Vizinha                      | Episódio: "New Year's Pete"         |
| 1993      | TriBeCa                       | Gata                         | Episódio: "The Loft"                |
| 1994–1995 | Phantom 2040                  | Vaingloria (voz)             | 10 episódios                        |
| 1996      | Sabrina the Teenage Witch     | Cassandra                    | Episódio: "Pilot"                   |
| 2002      | Absolutely Fabulous           | Ela mesma                    | Episódio: "Gay"                     |
| 2015–2016 | Difficult People              | Kiki                         | 2 episódios                         |
| 2016      | RuPaul's Drag Race            | Ela mesma (jurada convidada) | Episódio: "New Wave Queens"         |
| 2020      | High Fidelity                 | Ela mesma                    | Episódio: "What Fucking Lily Girl?" |

### Video games
| Ano  | Titulo                      | Personagem | Notas       |
| ---- | --------------------------- | ---------- | ----------- |
| 1993 | Double Switch               | Elizabeth  | Live action |
| 2002 | Grand Theft Auto: Vice City | Doris      | Voz         |